# Darassoun
Darassoun (en russe : Дарасун, en bouriate : Дарс Уhан, Dars Uhan) est une commune urbaine russe du raïon de Karymskoïe du kraï de Transbaïkalie, en Sibérie. Elle fait partie de l'établissement urbain de Karagaï, et sa population s'élevait à 6 352 habitants au recensement de 2021.

## Géographie
La commune urbaine de Darassoun se situe dans le kraï de Transbaïkalie, un kraï situé en Transbaïkalie, région de Sibérie orientale, en Russie. Il fait partie du district fédéral extrême-oriental. La commune urbaine fait partie du raïon de Karymskoïe, un raïon du kraï, avec Karymskoïe comme centre administratif. Elle fait partie de l'établissement rural de Darassoun, une municipalité dont elle est le chef-lieu,.
Le fuseau horaire du commune urbaine est MSK+6 (heure de Iakoutsk). Le décalage horaire appliqué par rapport au temps universel coordonné est +09:00.

## Histoire
La commune urbaine a obtenu son statut en en 1951.

## Démographie
Recensements (*) et estimations de la population,,:
| 2002 * | 2010* | 2021* | - |
| ------ | ----- | ----- | - |
| 252    | 64    | 6 352 | - |